# USS Cabot (CVL-28)
USS Cabot (CVL-28) byla lehká letadlová loď Námořnictva Spojených států, která působila ve službě v letech 1943–1955. Jednalo se o sedmou jednotku třídy Independence.
Loď byla objednána jako lehký křižník třídy Cleveland USS Wilmington (CL-79), její stavba byla zahájena 16. března 1942 v loděnici New York Naval Shipyard v New Yorku. V červnu 1942 však došlo ke změně v objednávce a z budoucího Wilmingtonu se stala letadlová loď, která byla o několik týdnů pojmenována Cabot. K jejímu spuštění na vodu došlo 4. dubna 1943, v červenci téhož roku byla překlasifikována na lehkou letadlovou loď a do služby byla zařazena o několik dní později, 24. července 1943. V letech 1944 a 1945 se zúčastnila operací druhé světové války v Tichém oceánu, včetně bitvy ve Filipínském moři a bitvy u Leyte. Krátce po skončení války byla 11. února 1947 vyřazena a odstavena do rezerv. Do služby se vrátila 27. října 1948, v následujících letech působila jako cvičné plavidlo až do 21. ledna 1955, kdy byla definitivně vyřazena. Zůstala odstavena v rezervách, roku 1959 byla překlasifikována na pomocný letadlový transport AVT-3. V roce 1967 byla loď pronajata španělskému námořnictvu, kde sloužila pod jménem Dédalo. Z amerického rejstříku námořních plavidel byla vyškrtnuta roku 1972, kdy byla rovněž do Španělska prodána. Tam působila do roku 1989, poté byla darována soukromé americké organizaci. Plány na její zachování coby muzejní loď však nebyly úspěšné a v roce 1997 byla odprodána k sešrotování, které bylo dokončeno v roce 2002.